# Antonshof (Gemeinde Zistersdorf)
Der Antonshof (auch Gutshof Loidesthal) ist ein ursprünglich der Herrschaft Loidesthal gehöriges Vorwerk südlich von Loidesthal bei Zistersdorf in Niederösterreich.
Der vermutlich nach Fürst Anton Florian benannte Gutshof wurde von den Liechtensteinern, den ehemaligen Inhabern der Herrschaft Loidesthal, im Mai 1997 an Privatbesitzer verkauft.